# Drassodes affinis
Drassodes affinis är en spindelart som först beskrevs av Hercule Nicolet 1849.  Drassodes affinis ingår i släktet Drassodes och familjen plattbuksspindlar. Inga underarter finns listade i Catalogue of Life.